# Токатаев, Рахимжан Токатаевич
Рахимжан Токатаевич Токатаев (5 января 1923 — 6 декабря 2011) — наводчик орудия 1672-го истребительно-противотанкового артиллерийского полка (38-я армия). Герой Советского Союза.

## Биография
Родился 5 января 1923 года в селе Каракемер ныне Енбекшиказахского района Алматинской области. По национальности — казах. Происходит из рода шапырашты. До войны работал учителем в станице Надеждинской (ныне город Иссык).

## Участие в Великой Отечественной войне
С августа 1942 года воевал в составе Украинского фронта на Курском, Киевском, Житомирском направлениях, с боями дошёл до Чехословакии. В звании старшины воевал наводчиком противотанкового орудия.

#### Подвиг
Из наградного листа:

9 апреля 1945 года в районе господского двора Букив противник принял ожесточённую атаку силою до батальона пехоты, при поддержке 25—30 бронеединиц, на огневые позиции 4 батарей.
Наводчик Токатаев, находясь вдвоём у орудия со своим заместителем наводчика т. Кердань, подпустив танки противника на дистанцию 200—300 метров, открыли губительный огонь и в ходе 30 минутного боя сожгли 9 танков и 4 бронетранспортёра, кроме того рассеяно и частично уничтожено до 50 гитлеровцев.

Указом Президиума Верховного Совета СССР от 29 июня 1945 года за образцовое выполнение боевых заданий командования на фронте борьбы с немецкими захватчиками и проявленные при этом отвагу и геройство сержанту Токатаеву Рахимжану присвоено звание Героя Советского Союза с вручением ордена Ленина и медали «Золотая звезда».

## Награды
- Звание Героя Советского Союза было присвоено 29 июня 1945 года.[1][2];
- орден Отечественной войны 1-й степени (1985);
- орден Славы 3-й степени (26.11.1944)[3];
- медаль «За отвагу» (29.11.1943)[4].
- В 2005 году получил из рук Президента Республики Казахстан Н. А. Назарбаева государственную награду — медаль, а также благодарственное письмо и фото с дарственной надписью главы государства.

## Послевоенная деятельность
После войны Токатаев Р. Т. окончил физико-математический факультет Казахского педагогического института имени Абая. Прошёл путь от учителя до директора в школах города Иссык.

## Память
- Школе, в которой он работал директором, присвоено его имя.
- Одной из улиц мкр. Ожет Алатауского района г. Алматы присвоено его имя.